# Музей Лакенхаль
Музей Лакенхаль (нидерл. Museum De Lakenhal) — городской музей изобразительного искусства и истории в Лейдене, Нидерланды. Основан в 1874 году, его коллекция включает произведения от ранних работ Рембрандтa ван Рейна и «Страшного суда» Лукаса ван Лейдена до классики Новейшего времени: группы Де Стейл (De Stijl) и произведений искусства, созданных современными художниками, такими как Клоди Йонгстра и Atelier van Lieshout. Одной из примечательных коллекций является коллекция картин так называемой «тонкой манеры живописи» ('Leidse fijnschilders') Герарда Доу, Франса ван Мириса и эпохи «Золотого века голландской живописи». Помимо постоянной коллекции, музей проводит временные выставки и публичные мероприятия.

## История

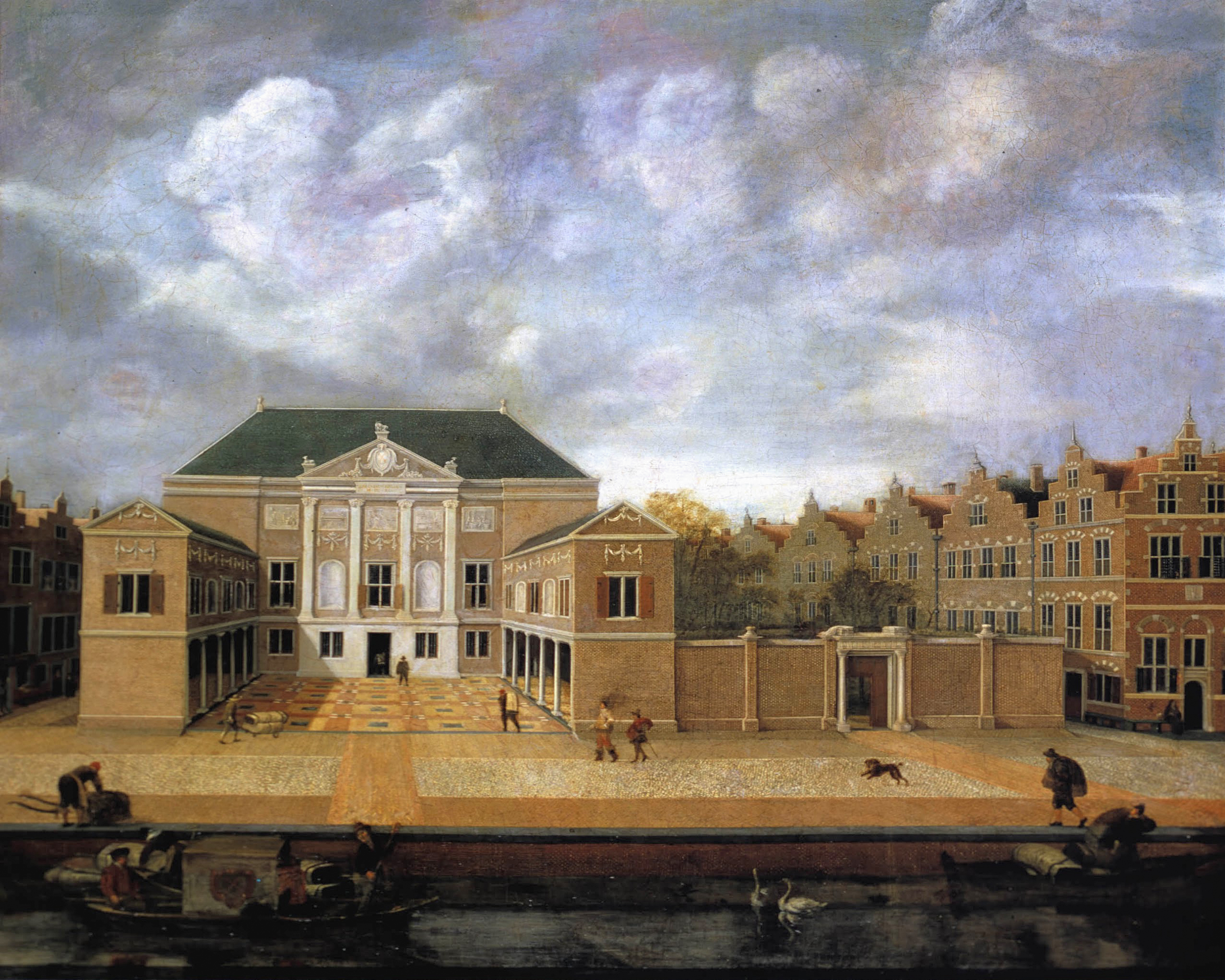
Сюзанна ван Стенвейк. Лакенхаль. 1642. Холст, масло. Музей Лакенхаль, Лейден

Здание музея возведено в 1640 году Арентом ван Гравесанде как суконный зал (нидерл.  lakenhal) — помещение гильдии торговцев тканями. Музей был основан в 1874 году в качестве муниципального (нидерл. stedelijk). С 1874 года пространство, занимаемое музеем, постепенно увеличивалось. В конце XIX века был добавлен выставочный зал, а в 1922 году — новое крыло. Полная реновация прошла в период с 2016 по 2019 год и обошлась примерно в 19 млн евро.
Музей был закрыт на реставрацию и расширение с 2016 по 2019 год. После повторного открытия в июне 2019 года и до февраля 2020 года в музее экспонировалась недавно идентифицированная картина Рембрандта «Пустите детей приходить ко Мне», изображающая проповедующего Иисуса.
В 2021 году музей посетили 29 281 человек.

## Коллекции
Являясь муниципальным учреждением, музей в основном владеет местными предметами, иллюстрирующими историю Лейдена, такими как осада 1573—1574 годов и освобождение Лейдена 3 октября 1574 года. Помимо картин Рембрандта ван Рейна, в собрании музея имеются произведения известного живописца и гравёра Лукаса ван Лейдена. Кроме того, представлены работы таких лейденских художников, как Корнелис Энгельбрехтсен, Ян Ливенс, Ян Стен, Квиринг ван Брекеленкам, самый известный из лейденских живописцев Геррард Доу, Менсо Камерлинг-Оннес и Х. П. Бреммер. В музее представлены как старинные, так и современные произведения искусства. Достаточно большое количество работ принадлежит Тео ван Дусбургу, который жил в Лейдене, когда основал в 1917 году группу Де Стейл (De Stijl).
В «год Рембрандта» (2006) в коллекции музея имелась всего одна картина выдающегося голландца, условно именуемая «Исторической сценой». В 2012 году при поддержке муниципалитета Лейдена, Фонда Мондриана, Ассоциации Рембрандта и Ассоциации заинтересованных сторон Де Лакенхаля музею удалось приобрести вторую картину Рембрандта: «Продавец зрелищ» (1623—1624); картина является самой ранней частью серии «Пять чувств». Рембрандт написал эту картину в возрасте семнадцати лет в своем родном городе Лейдене.
В постоянной экспозиции также находится старая инспекционная комната (Staalmeesterskamer), где проверяли ткани, и зал заседаний, где решались коммерческие споры. Четыре большие картины, изображающие сукноделие Исаака ван Сваненбурга, находятся на тех же местах на стенах, как и ранее.
В музее хранится коллекция алтарей и религиозных артефактов, созданных до протестантской Реформации, которые в 1572 году были официально переданы государству.

## Картины из собрания музея

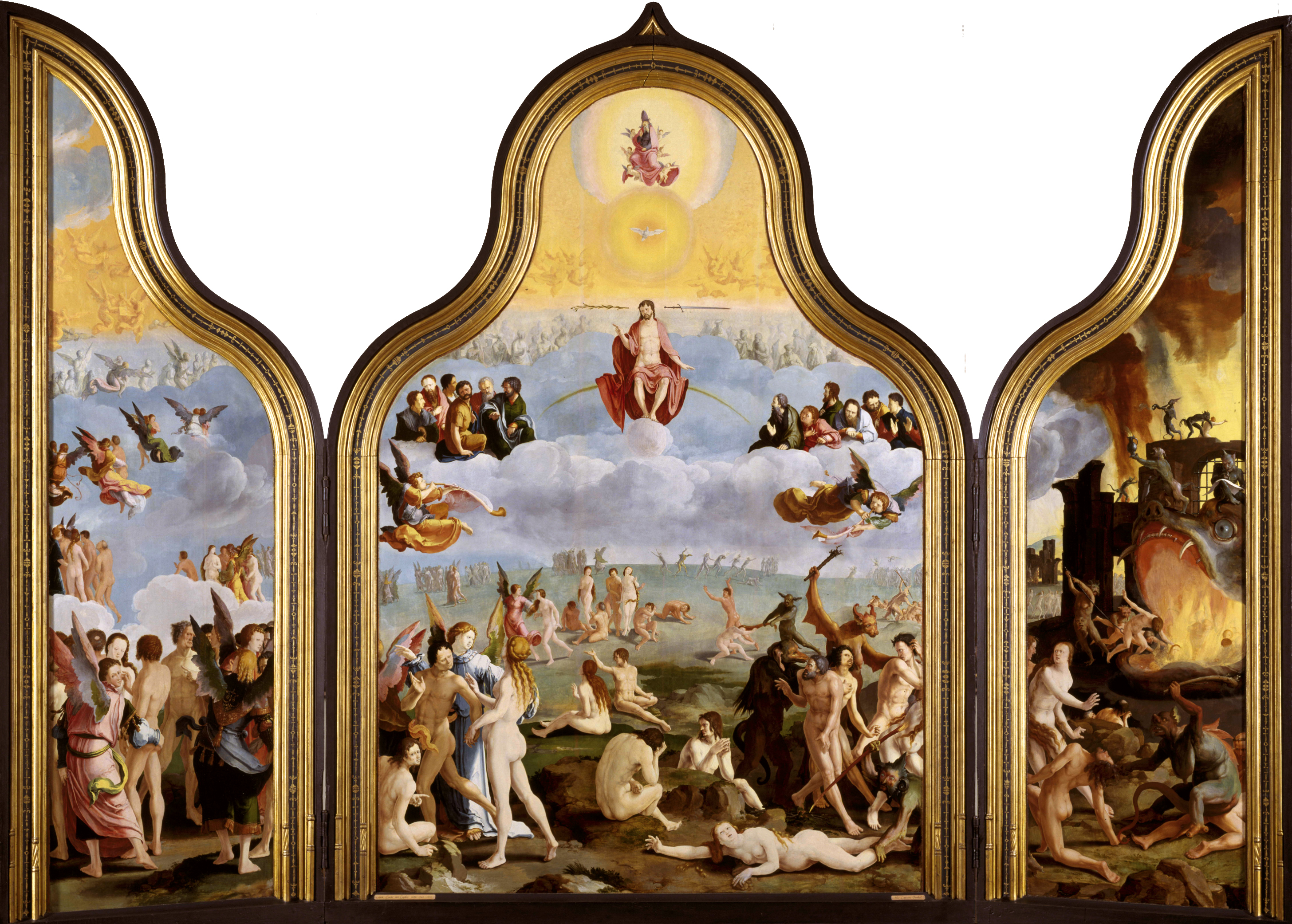
Лукас ван Лейден. Страшный суд. Триптих. 1526 или 1527. Дерево, масло
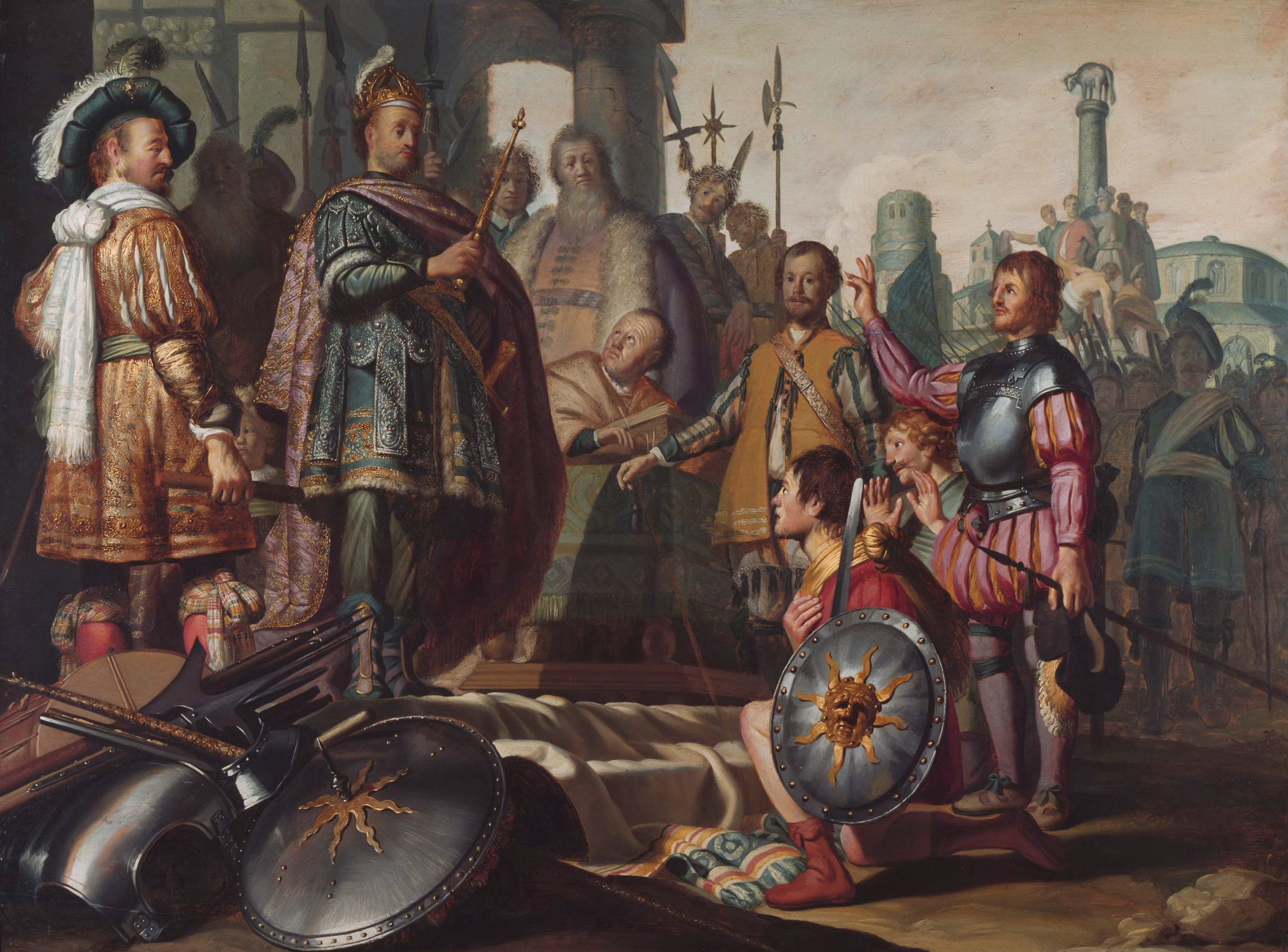
Рембрандт. Историческая сцена. 1626. Дерево, масло
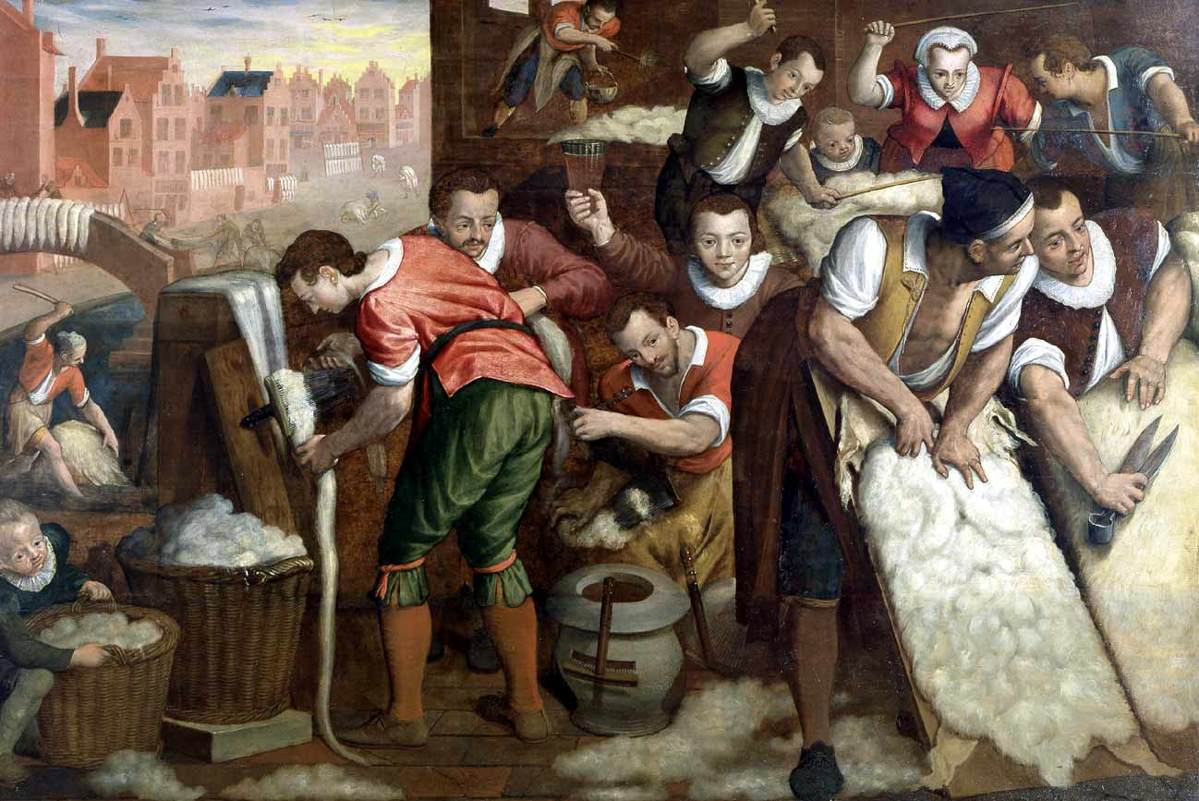
Исаак Клас ван Сваненбург. Удаление шерсти со шкур и расчёсывание. 1595. Дерево, масло
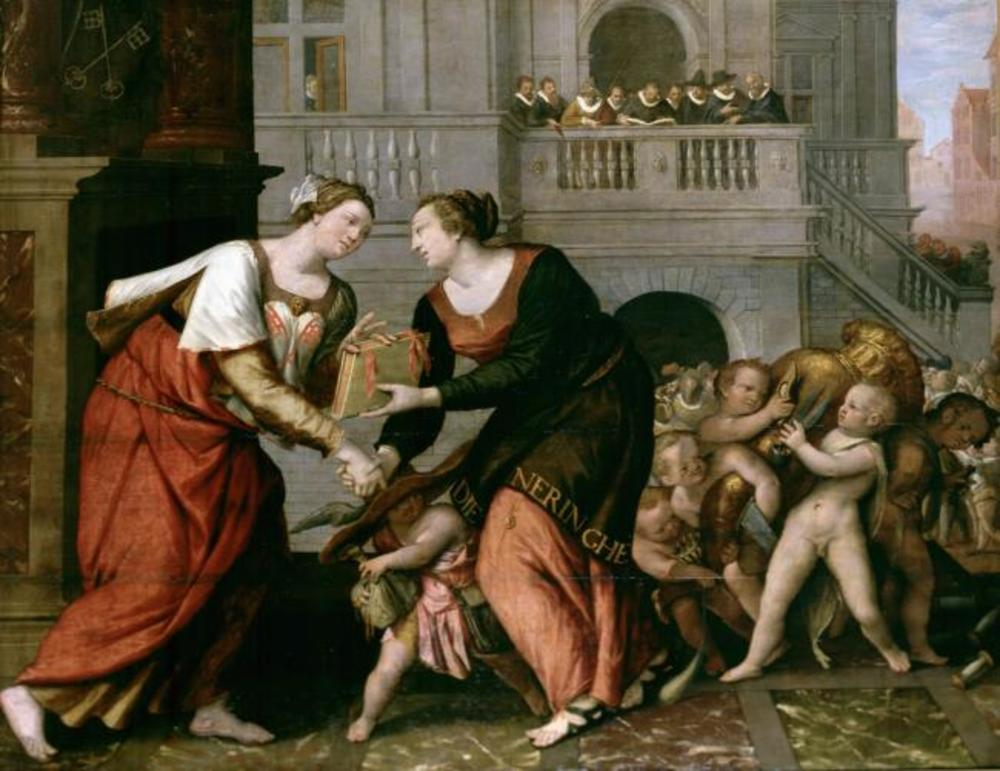
Исаак Клас ван Сваненбург. Лейденская дева дарует хартии Неринге. Между 1596 и 1601. Дерево, масло
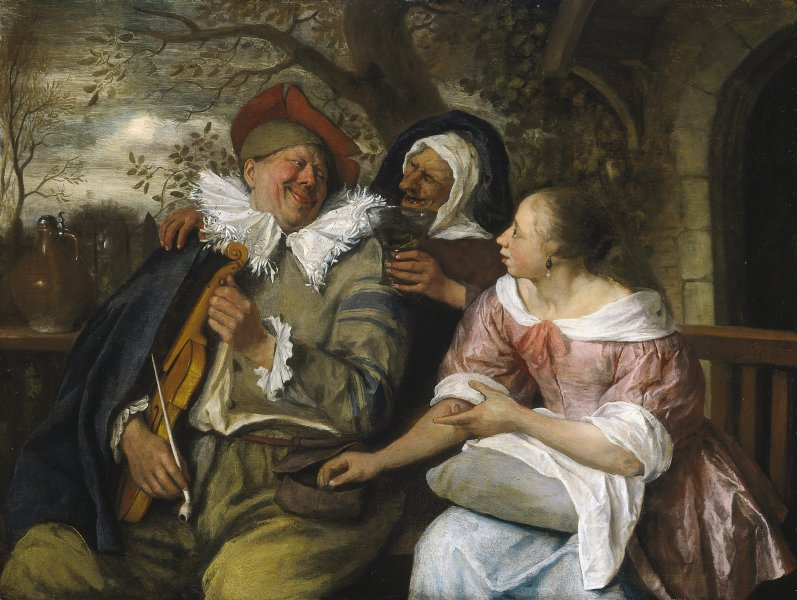
Ян Стен. Скрипач. Ок. 1672. Дерево, масло
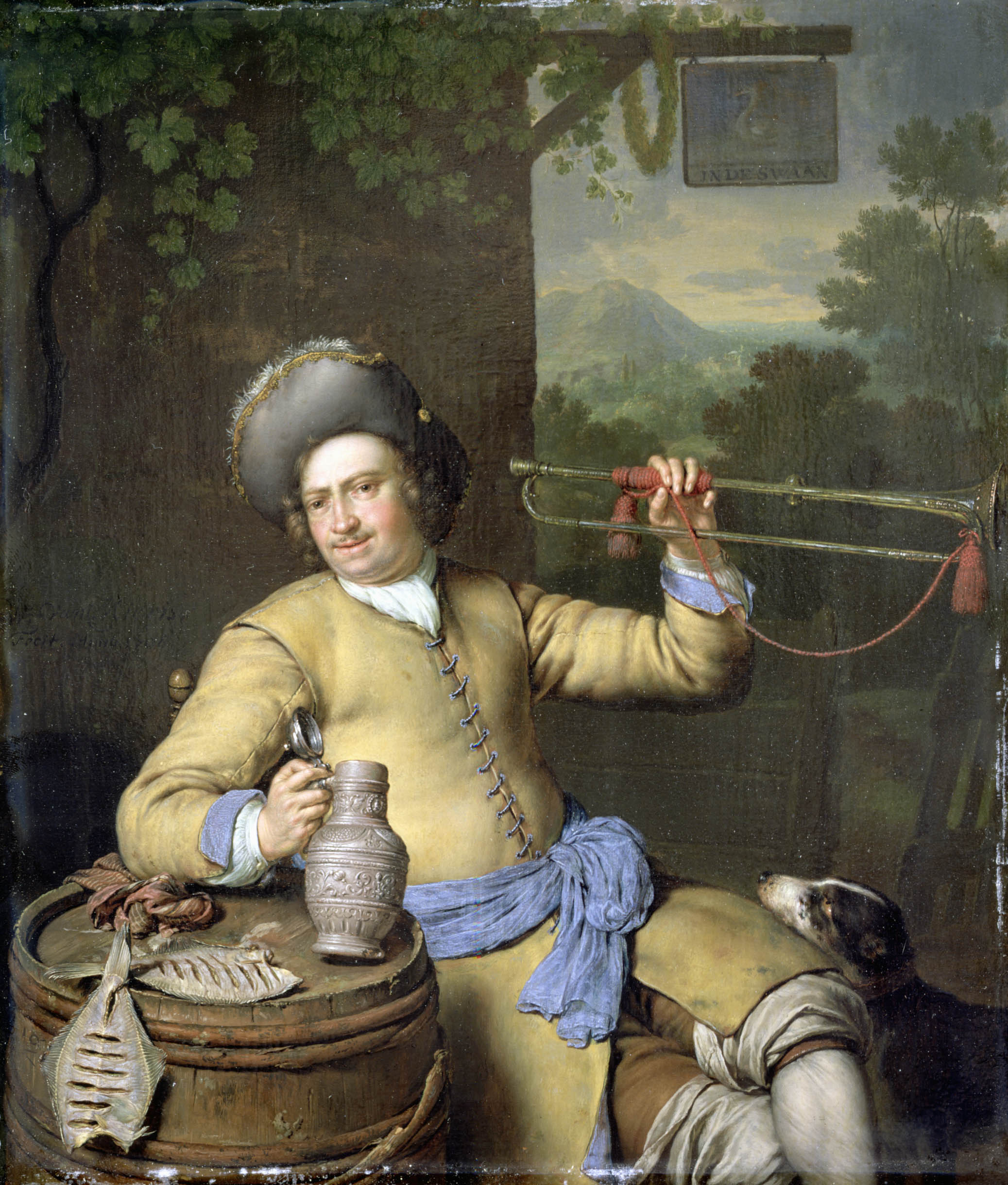
Виллем ван Мирис. Трубач. 1708. Дерево, масло
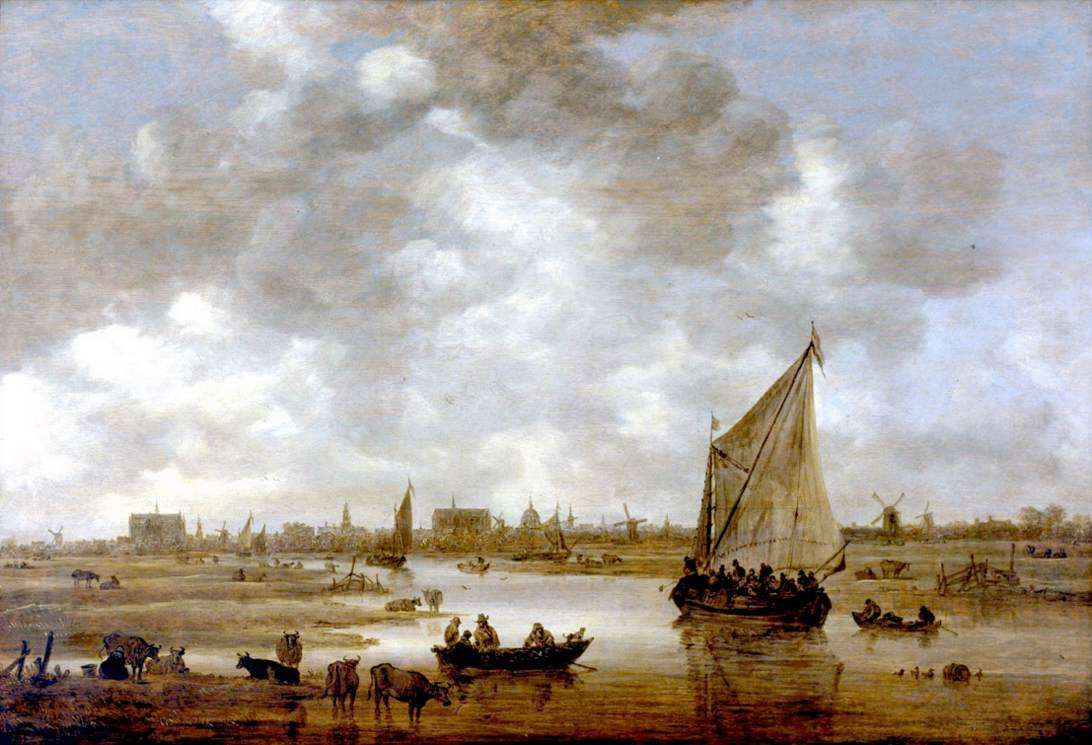
Вид на Лейден с северо-востока. 1650. Дерево, масло